# Phlepsius dubius
Phlepsius dubius är en insektsart som beskrevs av Jacobi 1941. Phlepsius dubius ingår i släktet Phlepsius och familjen dvärgstritar. Inga underarter finns listade i Catalogue of Life.